# بوزویوک، اشائیارموتلو
بوزویوک (به ترکی استانبولی: Aşağıarmutlu) یک منطقهٔ مسکونی در ترکیه است که در بوزویوک واقع شده‌است. بوزویوک ۷۶ نفر جمعیت دارد.